# Фильмография Луиса Бунюэля
Список фильмов франко-испанского кинорежиссера Луиса Бунюэля. Два ранних фильма были созданы совместно с другими режиссёрами. Начав свою деятельность в Испании, режиссёр вынужден был покинуть Родину и долгое время снимать в Мексике и Франции, лишь в конце жизни получив возможность работать в Испании.
Режиссёром снято 34 кинофильма, большинство из них — полнометражные художественные фильмы. Документальные и короткометражные картины режиссёром снимались в основном в ранний период творчества. Многие ленты стали классикой мирового кинематографа. В фильмах Луиса Бунюэля снимались выдающиеся деятели искусства Сальвадор Дали, Макс Эрнст, звёзды мирового кино Моника Витти, Катрин Денёв, Жанна Моро, Жерар Филип и другие. В работе над его фильмами приняли участие свыше ста выдающихся испанских, французских, мексиканских, итальянских актёров. В пяти своих картинах режиссёр снялся сам.

## Режиссура

### Ранний период
| Год  | Фильм                      | Произ- водство | Примечание                                | Длитель- ность | Актёры |
| ---- | -------------------------- | -------------- | ----------------------------------------- | -------------- | --- |
| 1929 | Андалузский пёс            | Флаг Франции   |                                           | 16 мин.        | Луис Бунюэль (мужчина в прологе), Сальвадор Дали (молодой мужчина на пляже в конце фильма), Симона Марейль (девушка), Пьер Батшефф |
| 1930 | Золотой век                | Флаг Франции   |                                           | 60 мин.        | Луис Бунюэль, Макс Эрнст (главарь разбойников), Гастон Модо (мужчина)                                                              |
| 1932 | Лас Урдес: Земля без хлеба | Флаг Испании   | Документальный фильм                      | 30 мин.        | |
| 1936 | Кто меня любит?            | Флаг Испании   | Совместно с Хосе Луисом Саэнсом де Эредия |                | |
| 1937 | Часовой, тревога!          | Флаг Франции   | Совместно с Жаном Гремийоном              |                | |

### Зрелый период
| Год  | Фильм                          | Произ- водство                            | Примечание                                                                          | Длитель- ность | Актёры                                                                       |
| ---- | ------------------------------ | ----------------------------------------- | ----------------------------------------------------------------------------------- | -------------- | ---------------------------------------------------------------------------- |
| 1946 | Большое казино                 | Флаг Мексики                              |                                                                                     | 92 мин.        |                                                                              |
| 1949 | Большой кутила                 | Флаг Мексики                              |                                                                                     | 92 мин.        |                                                                              |
| 1950 | Забытые                        | Флаг Мексики                              | Премия Мкф в Канне. Фильм внесён ЮНЕСКО в реестр «Память мира».                     | 85 мин.        |                                                                              |
| 1951 | Сусана                         | Флаг Мексики                              | Экранизация романа Мануэля Реачи                                                    | 86 мин.        |                                                                              |
| 1951 | Дочь обмана                    | Флаг Мексики                              |                                                                                     | 78 мин.        |                                                                              |
| 1952 | Женщина без любви              | Флаг Мексики                              | Экранизация романа «Пьер и Жан» Ги де Мопассана.                                    | 85 мин.        |                                                                              |
| 1952 | Лестница на небо               | Флаг Мексики                              | Премия Мкф в Канне                                                                  | 85 мин.        |                                                                              |
| 1953 | Он                             | Флаг Мексики                              | Экранизация романа Мерседес Пинто                                                   | 92 мин.        |                                                                              |
| 1953 | Зверь                          | Флаг Мексики                              |                                                                                     | 81 мин.        | Педро Армендарис, Кэти Хурадо                                                |
| 1954 | Иллюзия разъезжает в трамвае   | Флаг Мексики                              |                                                                                     | 82 мин.        |                                                                              |
| 1954 | Робинзон Крузо                 | Флаг Мексики                              | Экранизация романа Даниеля Дефо                                                     | 90 мин.        | Филипе Де Альба, Дан О'Херлихи                                               |
| 1954 | Грозовой перевал               | Флаг Мексики                              | Экранизация романа Эмилии Бронте                                                    | 91 мин.        |                                                                              |
| 1955 | Попытка преступления           | Флаг Мексики                              | По мотивам пьесы Родольфо Усигли                                                    | 89 мин.        |                                                                              |
| 1955 | Река и смерть                  | Флаг Мексики                              |                                                                                     | 91 мин.        |                                                                              |
| 1956 | Это называется зарёй           | Флаг Франции                              | Экранизация романа Эммануэля Робле                                                  | 102 мин.       |                                                                              |
| 1956 | Смерть в этом саду             | Флаг Мексики · Флаг Франции               |                                                                                     | 104 мин.       | Симона Синьоре                                                               |
| 1958 | Назарин                        | Флаг Мексики                              | Экранизация романа Б. Переса Гальдоса. Премия Мкф в Канне, ФИПРЕССИ на Мкф в Каннах | 94 мин.        |                                                                              |
| 1959 | Атмосфера накаляется в Эль Пао | Флаг Мексики · Флаг Франции               |                                                                                     | 109 мин.       |                                                                              |
| 1960 | Девушка                        | Флаг Мексики · Флаг США                   | Экранизация рассказа Питера Мэттьессена «Путешественник»                            | 96 мин.        |                                                                              |
| 1961 | Виридиана                      | Флаг Мексики · Флаг Испании               | Экранизация романа Б. Переса Гальдоса. Главный приз Мкф в Канне                     | 90 мин.        |                                                                              |
| 1962 | Ангел-истребитель              | Флаг Мексики                              | Экранизация пьесы Хосе Бергамина. ФИПРЕССИ на Мкф в Каннах                          | 95 мин.        | Аугусто Бенедико, Жаклин Андере                                              |
| 1964 | Дневник горничной              | Флаг Франции · Флаг Италии                | Экранизация романа Октава Мирбо                                                     | 98 мин.        | Жанна Моро, Жорж Жере                                                        |
| 1965 | Симеон-пустынник               | Флаг Мексики                              | Короткометражный фильм. Часть несостоявшегося киноальманаха                         | 45 мин.        |                                                                              |
|      |                                |                                           |                                                                                     |                |                                                                              |
| 1966 | Дневная красавица              | Флаг Франции · Флаг Италии                | Экранизация романа Жозефа Кесселя. Главный приз Мкф в Венеции, 1967                 | 101 мин.       | Жан Сорель, Катрин Денев                                                     |
| 1969 | Млечный путь                   | Флаг Франции · Флаг Италии                |                                                                                     | 105 мин.       | Лоран Терзиефф, Эдит Скоб, Ален Кюни,                                        |
| 1970 | Тристана                       | Флаг Испании · Флаг Франции · Флаг Италии | Экранизация романа Б. Переса Гальдоса                                               | 105 мин.       | Франко Неро                                                                  |
| 1972 | Скромное обаяние буржуазии     | Флаг Испании · Флаг Франции · Флаг Италии | Премия «Оскар» и премия Мельеса, 1973                                               | 102 мин.       | Стефан Одран (Алиса Сенешаль), Жан-Пьер Кассель (Анри Сенешаль)              |
| 1974 | Призрак свободы                | Флаг Франции · Флаг Италии                |                                                                                     | 104 мин.       | Мишель Лонсдаль, Жан-Клод Бриали, Моника Витти, Жан Рошфор, Мари-Франс Пизье |
| 1977 | Этот смутный объект желания    | Флаг Испании · Флаг Франции               | Экранизация романа Пьера Луиса «Женщина и паяц»                                     | 105 мин.       | Кароль Буке, Анхела Молина                                                   |

## Сценарист сторонних проектов
| Год  | Фильм                    | Режиссёр    | Примечание |
| ---- | ------------------------ | ----------- | ---------- |
| 1928 | Падение дома Ашеров      | Жан Эпштейн |            |
| 1935 | Дон Кинтин, горемыка     |             | сопродюсер |
| 1935 | La hija de Juan Simon    |             | сопродюсер |
| 1951 | Si usted no puede, yo sí |             |            |
| 1972 | Монах                    |             |            |